# Mitchell Saron
Mitchell Dante Saron (ur. 6 grudnia 2000 w Ridgewood) – amerykański szablista, brązowy medalista mistrzostw świata.
W 2018 roku zdobył brąz drużynowo na mistrzostwach świata juniorów w Weronie. Na rozgrywanych rok później mistrzostwach świata juniorów w Toruniu był trzeci indywidualnie i drużynowo.
Podczas mistrzostw świata w Mediolanie w 2023 roku Amerykanie w składzie: Eli Dershwitz, Andrew Doddo, Colin Heathcock i Mitchell Saron zajęli trzecie miejsce w zawodach drużynowych. W turnieju indywidualnym zajął tam 16. miejsce.
W 2024 roku w barwach Stanów Zjednoczonych wystąpił w Letnich Igrzyskach Olimpijskich 2024, gdzie w rywalizacji indywidualnej szablistów pokonał Francuza Maxime Pianfetti 15:12, a następnie w 1/16 finału przegrał 15:13 z Ziadem El-Sisi.